# Panzerjäger I
Panzerjäger I (тр. «Панцер'є́ґер» 1) — німецька протитанкова САУ. Створена на базі танка Panzerkampfwagen I Ausf. B і озброєна трофейною 47-мм чехословацькою протитанковою гарматою PaK-36 (t) L/43.4 (Skoda 47mm A-5 PUV vz.36). Офіційна назва САУ - 4.7 cm Pak(t) Sfl auf Pz.Kpfw.I Ausf.B). Була першою серійною протитанковою САУ, що випускалася Німеччиною в ході Другої світової війни.

## Історія створення і конструктивні особливості
До 1940 року танк Panzerkampfwagen I вже зовсім не відповідав вимогам тогочасної війни. Щоб «продовжити життя» працездатних танків, берлінська фірма Alkett розробила кілька проектів самохідних гармат на базі PzKpfw.I. Найбільший інтерес викликала протитанкова САУ з використанням трофейної чехословацької гармати PaK 36(t), яка дісталася Німеччині в результаті окупації Чехословаччини. Недоліком цієї, в цілому вдалої гармати, була відсутність лафета, пристосованого до механічної тяги, що накладало значні обмеження на її використання в німецькій армії. Проте в результаті використання шасі застарілого танка вийшла досить вдала САУ.
Боєкомплект Panzerjäger I, як правило, складався з 74 бронебійних і 10 осколкових снарядів. Всього було побудовано 202 подібних машини (з них 132 фірмою Alkett і 70 фірмою Skoda). Panzerjäger I брали участь у  Французькій кампанії, Північноафриканській кампанії і операціях на території СРСР. Останні згадки про бойове застосування датуються 1943 роком.

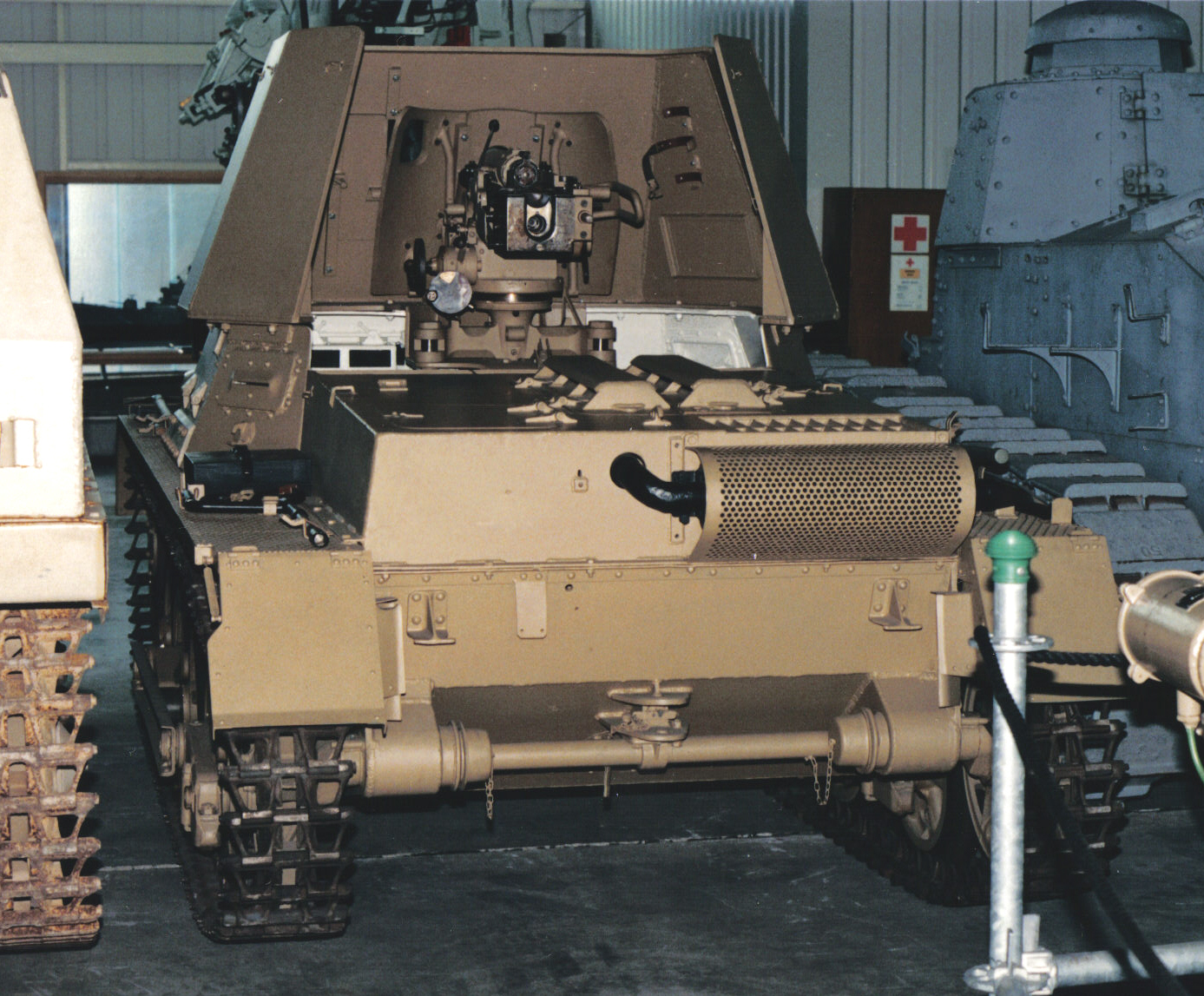

## Структурна організація
Panzerjäger I організаційно об'єднувалися в трьохротні батальйони, штат роти — 9 машин. Однак у французькій кампанії 521-й протитанковий батальйон (Panzerjäger — Abteilung 521) складався з рот зі складом по 6 машин у кожній. В основному такі батальйони використовувалися як окремі протитанкові з'єднання.

## Бойове застосування
У період французької кампанії Panzerjäger I були укомплектовані 521-й, 616-й, 643-й і 670-й протитанкові батальйони (всього 99 шт.). З перших днів кампанії участь у бойових діях брав тільки 521-й ПТБ. Решта вводилися в бої поступово, в міру закінчення навчання. У боях з французькими танками Panzerjäger I показали посередню ефективність: позначалася недостатня бронепробивність гармати.
В Північноафриканській кампанії брав участь 605-й ПТБ, що мав на озброєнні 27 Panzerjäger I. Він прибув до Триполі 18-21 березня 1941 року. На доукомплектовування висилалася ще 5 машин, проте до 2 жовтня прибуло тільки 3 з них, решта затонули в Середземному морі разом з транспортом Castellon. У ході британської операції «Крусейдер» батальйон втратив 13 машин. З урахуванням втрат і поповнень, до Другого бою за Ель-Аламейн в батальйоні залишилося всього 11 машин.
Для участі в операції «Барбаросса» були сформовані 521-й, 529-й, 616-й, 643-й і 670-й ПТБ, на озброєнні яких було 135 Panzerjäger I. Вони були розподілені наступним чином:
| Батальйон | Корпус                        | Армія              | Група армій           |
| --------- | ----------------------------- | ------------------ | --------------------- |
| 521       | XXIV Корпус (моторизований)   | 2-га танкова група | Група армій «Центр»   |
| 529       | VII Корпус                    | 4-та армія         | Група армій «Центр»   |
| 616       |                               | 4-та танкова група | Група армій «Північ»  |
| 643       | XXXIX Корпус (моторизованный) | 3-тя танкова група | Група армій «Центр»   |
| 670       |                               | 1-ша танкова група | Група армій «Південь» |

До 27 липня 1941 року 529-й ПТБ втратив 4 Panzerjäger I. 23 листопада 1941 року в доповідях значилося 16 машин, включаючи 2 небоєздатних. Велика частина, по всій видимості, не пережила зиму 1941/42 рр., оскільки 521-й ПТБ доповідав лише про 5 боєздатних машин на 5 травня 1942 р. 529-й ПТБ на момент свого розформування 30 червня 1942 р. мав на озброєнні всього 2 машини. 616-й ПТБ став винятком, оскільки доповідав про наявність Panzerjäger I у всіх 3-х ротах восени 1942 р.
На початок операції «Барбаросса» на озброєння надійшли підкаліберні снаряди, які різко підвищили протитанкові властивості Panzerjäger I. Це дозволило боротися з новітніми радянськими танками Т-34 і КВ з дистанцій в 500—600 м. Більш старі зразки радянської бронетехніки впевнено вражалися вже з 700 м навіть каліберним бронебійним снарядом. Проте варто відзначити, що заброньова дія 47-мм підкаліберного снаряда була досить слабкою, і навіть за умови пробивання броні сердечник часто розколювався, втрачав кінетичну енергію і не завдавав екіпажу і устаткуванню ніякої шкоди. Серед недоліків Panzerjäger I, виявлених в умовах Східного фронту, відзначалися перевантаженість і, як наслідок, недостатня надійність ходової частини і трансмісії. Двигун виявився абсолютно непристосованим до роботи при низьких температурах, а відсутність у постачанні спеціальних зимових мастил лише ускладнювало ситуацію.

## Галерея

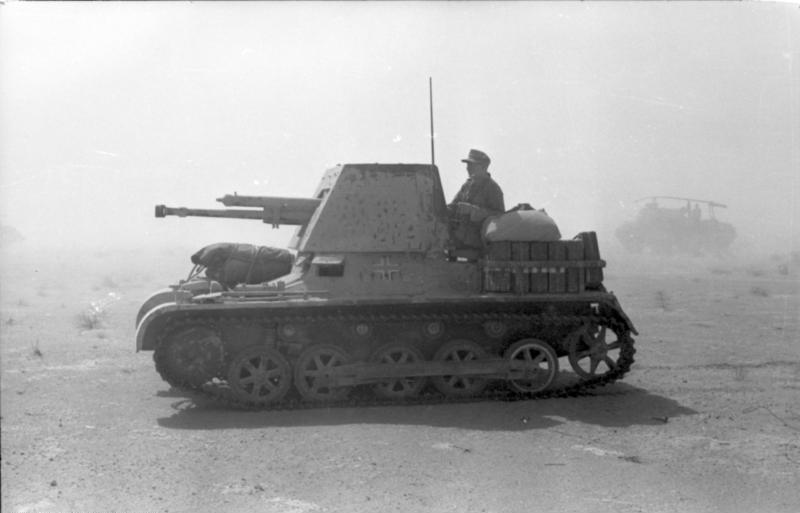
В Північній Африці в 1941
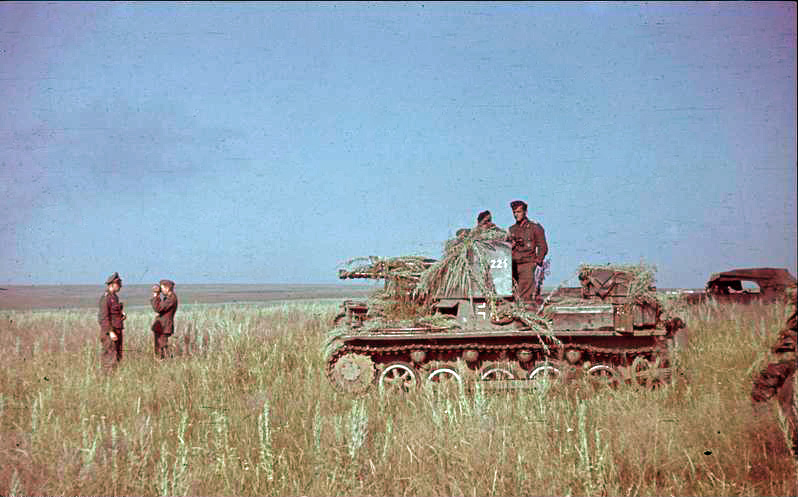
На заході України в 1941